# Circuit des monts du Roannais
Le Circuit des monts du Roannais est une ancienne course cycliste française, organisée de 1921 à 1939 dans le département de la Loire.

## Palmarès
| Année | Vainqueur          | Deuxième         | Troisième              |
| ----- | ------------------ | ---------------- | ---------------------- |
| 1921  | Joseph Normand     | Alphonse Grand   | Louis Voisin           |
| 1922  | Marcel Huot        | Jean Cordero     | Lucien Ghiste          |
| 1923  | Antonin Magne      | André Vuge       | José Pelletier         |
| 1924  | José Pelletier     | Lucien Defond    | Jean-Baptiste Moncorge |
| 1925  | Francis Bouillet   | Jean Perotti     | Antoine Peyrard        |
| 1926  | Francis Bouillet   | Maurice Adam     | José Pelletier         |
| 1927  | Eugène Grenner     | Michel Ogier     | François Robert        |
| 1928  | Léon Fichot        | Lazare Venot     | Antoine Essertel       |
| 1929  | Pascual Martí      | Eugène Faure     | Léon Fichot            |
| 1930  | Roger Pipoz        | François Robert  | André Desmures         |
| 1931  | Joseph Soffietti   | Auguste Bert     | Émile Decroix          |
| 1932  | Joseph Soffietti   | Carlo Concato    | Antoine Meilland       |
| 1933  | Henri Poméon       | Antoine Meilland | Barthélémy Gerin       |
| 1938  | Maurice Archambaud | André Leducq     | René Le Grevès         |
| 1939  | Raymond Louviot    | Lucien Lauk      | Marcel Kint            |